# Amy-N-Ryoo
Amy-N-Ryoo（エイミー・アンド・リョウ）は横須賀市出身の2人組レゲエグループである。1999年結成。2003年R and Cよりメジャー・デビュー。

## メンバー
- Amy（1977年5月27日 - ）
- Ryoo（1977年9月14日 - ）

## ディスコグラフィー

### シングル
- 妖艶（2001年6月27日）-2003年5月21日再発
- mama（2002年10月2日）-2003年5月21日再発
- 明日へ（2003年5月21日）
- LONELY（2003年9月25日）
- ヒズミ（2004年6月23日）
- オレンヂ/夏、余韻～ミスター・サマータイム（2004年8月18日）

### アルバム
- Ninjo（2002年12月18日）-2003年4月23日再発
- メッチャ★グラシアス（2004年1月14日）
- 井上青山/HOMEY（2004年9月22日）
- VA ～REGGAEぇっ?WOMEN～（2005年2月9日）